# Antsla
Antsla je grad u okrugu Võrumaa, jugoistočna Estonija.
Grad ima 1.650 stanovnika (od 1. siječnja 2009.).
Antsla dobiva gradska prava još 1. svibnja 1938. Naselje je poznato još od 1405. godine. U Drugom svjetskom ratu uništeno je 55% grada. Grad ima željeznički kolodvor, te proizvodnju namještaja.
Antsla je grad prijatelj s dva finska grada: Uusikaupunkijem i Perhom.

## Vanjske poveznice
- Službene stranice (na estonskom)